# 変遷
| ウィキペディアには「変遷」という見出しの百科事典記事はありません（タイトルに「変遷」を含むページの一覧/「変遷」で始まるページの一覧）。 代わりにウィクショナリーのページ「変遷」が役に立つかもしれません。 |